# Banara vanderbiltii
Espèce
Banara vanderbiltii est une espèce de plantes à fleurs de la famille des Salicaceae. C'est une espèce rare de la famille des saules, connue sous le nom commun de « Palo de Ramón ». Elle est originaire de Porto Rico, des collines du Rio Lajas et du sommet est du mont « Tetas de Caye » à Salinas, où l'on recense moins de vingt individus à l'état sauvage. Au moment où elle a été classée comme espèce en voie de disparition aux États-Unis en 1987, il ne restait que six spécimens.

## Description
Banara vanderbiltii est un petit arbre fruitier à feuillage persistant. Son tronc a un diamètre moyen de 12,7 cm et une hauteur moyenne d'environ 9,1 m. Chaque branche porte des feuilles simples et alternes, d'environ 5,08 cm de long et jusqu'à 12,7 cm de large. Les jeunes feuilles sont tendres et deviennent plus rugueuses avec l'âge. Elles présentent des nervures proéminentes qui partent de la base de la plante et se divisent en trois. Les nervures sont invisibles du dessous en raison de leur angle. Les branches plus récentes et les tiges proches des feuilles sont duveteuses, couvertes de petites structures jaunes ressemblant à des poils. Le fruit est constitué de baies contenant de nombreuses graines, de couleur allant du rouge foncé au violet. La base du fruit est large, avec des sépales et des pétales pointus qui composent les fleurs de la plante. Chaque fleur jaune donne naissance à de nombreuses étamines jaunes assorties. Elles donnent à la fleur un profil arrondi, d'un diamètre d'un demi-pouce, lui conférant une texture veloutée. Chaque fleur contient des organes reproducteurs mâles et femelles, ce qui les rend bisexuées.

## Cycle biologique
La biologie reproductive de Banara vanderbiltii est mal connue. La floraison a lieu en mai et les fruits apparaissent d'août à septembre. La dispersion des graines a lieu en septembre.

## Écologie

### Régime alimentaire
Cette espèce est photoautotrophe, tirant son énergie de la lumière solaire.

### Comportement des pollinisateurs
Les mécanismes de pollinisation sont inconnus. On suppose que le coereba flaveola et le spindalis portoricensis jouent un rôle dans ce processus, car ils ont été observés en train de manger les fruits.

### Habitat
Cette plante ne se rencontre généralement pas à basse ou moyenne altitude, mais plutôt dans les forêts côtières semi-persistantes de haute altitude sur des substrats calcaires. Elle est limitée aux forêts mixtes sempervirentes et caduques du nord de Porto Rico. Elle est adaptée au terrain accidenté et aux sols humides de la région karstique.

### Répartition
Elle est endémique au nord et au centre-sud de Porto Rico. Sa superficie est inférieure à 100 à 250 km2.

## Conservation

### Population
L'abondance de l'espèce a augmenté depuis son inscription sur la Liste en 1987. Lors de l'approbation du plan de rétablissement, on comptait onze individus de Banara vanderbiltii répartis en deux populations. Depuis 1990, le Département des ressources naturelles et environnementales de Porto Rico a élevé environ deux cents plants et les a introduits dans huit localités. En 2014 il a été observé que tous ces plants avaient survécu.

### Répartition passée et actuelle
La plante était autrefois présente près de San Juan et de Cataño, mais ces occurrences ont depuis longtemps été extirpées par le développement urbain.  En 1991, il y avait deux populations, une à Rio Lajas à Dorado et une autre à Las Piedras del Collado à Salinas. On la trouve désormais dans une zone le long de la côte nord-ouest, avec une petite population située près de Cayey et une seconde, plus petite, près de Bayamón.

### Principales menaces
La déforestation est la principale menace pesant sur le Palo de Ramón (Banara vanderbiltii). Son habitat est réduit au profit de l'agriculture, du pâturage et de l'exploitation de carrières de calcaire,. La fragmentation de l'habitat a également été un facteur d'extinction pour ces plantes, car le développement urbain a entraîné une diminution de la population de la plante. Des exercices militaires ont également eu lieu à proximité, avec des sections de la forêt piétinées. D'autres raisons incluent sa faible répartition.

### Inscription à la Loi sur les espèces en voie de disparition (ESA)
En 1986, une demande d'inscription de Banara vanderbiltii a été déposée en vertu de la ESA. Elle a été déclarée espèce menacée le 14 janvier 1987.

### Plan de rétablissement
Le plan de rétablissement a été initialement établi le 15 mars 1991, puis mis à jour/révisé le 27 septembre 2019. Les objectifs actuels du plan de rétablissement de Banara vanderbiltii sont de lutter contre les menaces qui pèsent sur l'espèce, notamment la déforestation. Il vise notamment à protéger les nouvelles populations et à maintenir la croissance des deux populations précédentes. Ce plan a été une tâche ardue pour les défenseurs de l'environnement, en raison de l'important développement urbain observé dans les régions où la plante est originaire. La prochaine étape vers le rétablissement consiste à maintenir les populations actuelles de Banara vanderbiltii. Enfin, après ces deux étapes, quatre autres populations stables seront établies, présentant une grande variabilité d'âge, afin d'assurer la croissance de la population.

### Examen quinquennal
Un examen quinquennal a été lancé en 2010 et finalisé le 10 janvier 2014. Le dernier examen quinquennal a débuté en 2019 et a été publié le 3 mars 2020. Lors de cet examen, il a été constaté que les deux populations présentes lors de l'inscription n'avaient pas été suivies depuis 1987. Aucune information sur la variabilité génétique au sein de l'espèce n'a été trouvée lors de cet examen. L'aire de répartition restreinte et le nombre limité d'individus suggèrent un faible niveau de variation génétique. Aucun changement taxonomique récent n'est connu pour l'espèce. Le critère 1 du plan de rétablissement, à savoir que les populations connues sont placées sous statut de protection, a été partiellement rempli. La population de Palo de Ramón à Salinas est protégée par la loi n° 283 « Loi portant désignation de Las Piedras del Callado comme réserve naturelle », mais celle de Rios Lajas se trouve sur un terrain privé. Le critère 2, qui vise à établir au moins deux nouvelles populations autonomes sur des terres protégées de la région karstique, n'a pas été atteint. Un nouveau ravageur a été identifié, Paratachardina pseudolobata (en), une cochenille.

### Évaluation de l'état de l'espèce
Aucune évaluation de l'état de l'espèce (EEE) n'est actuellement disponible pour cette espèce.

## Systématique
Le nom correct complet (avec auteur) de ce taxon est Banara vanderbiltii Urb..

### Étymologie
L'épithète spécifique de cette espèce découverte en 1899, vanderbiltii, lui a été donnée en l'honneur de Cornelius Vanderbilt (1794-1877), entrepreneur et homme d'affaires américain qui finançait des expéditions de collecte de plantes.